# 陳爼
陳爼（1504年—1563年），字少志，號西坡，河南開封府封丘縣人，民籍，明朝政治人物。

## 生平
嘉靖七年（1528年）戊子科河南鄉試第二名舉人，十一年（1532年）中式壬辰科會試第一百九十五名，二甲第三十二名進士。大理寺觀政，授戶部湖廣司主事，改吏部主事、南京刑部主事，升員外郎、郎中，出為廣平府知府，修臨洺關，獲廣平府民奉入祠，升山東按察司副使，調山西按察司副使，四十二年（1563年）卒。

## 家族
曾祖陳紀；祖父陳杲；父陳同。母韓氏；繼母牛氏、季氏。嚴侍下。妻樊氏。弟陳豆。子陳其常。